# Нева (Мазендеран)
Нева (перс. نوا) — село в Ірані, у дегестані Бала-Ларіджан, у бахші Ларіджан, шагрестані Амоль остану Мазендеран. За даними перепису 2006 року, його населення становило 185 осіб, що проживали у складі 48 сімей.

## Клімат
Середня річна температура становить 5,80 °C, середня максимальна – 22,06 °C, а середня мінімальна – -10,89 °C. Середня річна кількість опадів – 203 мм.
| Клімат поселення                              | Клімат поселення | Клімат поселення | Клімат поселення | Клімат поселення | Клімат поселення | Клімат поселення | Клімат поселення | Клімат поселення | Клімат поселення | Клімат поселення | Клімат поселення | Клімат поселення | Клімат поселення |
| Показник                                      | Січ.             | Лют.             | Бер.             | Квіт.            | Трав.            | Черв.            | Лип.             | Серп.            | Вер.             | Жовт.            | Лист.            | Груд.            |                  |
| Середній максимум, °C                         | −1,79            | −1,27            | 2,75             | 10,00            | 14,76            | 18,68            | 22,06            | 21,58            | 17,99            | 12,29            | 6,52             | 1,46             |                  |
| Середня температура, °C                       | −6,34            | −5,82            | −1,8             | 5,46             | 10,21            | 14,13            | 17,36            | 16,90            | 13,31            | 7,59             | 1,84             | −3,22            |                  |
| Середній мінімум, °C                          | −10,89           | −10,36           | −6,34            | 0,92             | 5,66             | 9,58             | 12,68            | 12,20            | 8,61             | 2,89             | −2,86            | −7,91            |                  |
| Норма опадів, мм                              | 20               | 24               | 41               | 33               | 27               | 7                | 6                | 3                | 2                | 10               | 13               | 17               |                  |
| Середньомісячна швидкість вітру, м/с          | 1.10             | 1.93             | 2.49             | 2.50             | 2.36             | 2.21             | 1.95             | 1.77             | 1.78             | 1.80             | 1.75             | 1.26             |                  |
| Середньомісячна сонячна радіація, кДж/м²·день | 9487             | 12108            | 14560            | 17881            | 21824            | 25758            | 25494            | 23565            | 20233            | 14931            | 10885            | 8952             |                  |
| --------------------------------------------- | ---------------- | ---------------- | ---------------- | ---------------- | ---------------- | ---------------- | ---------------- | ---------------- | ---------------- | ---------------- | ---------------- | ---------------- | ---------------- |
| Джерело:                                      |                  |                  |                  |                  |                  |                  |                  |                  |                  |                  |                  |                  |                  |